# جان وگا
جان وگا (انگلیسی: Jon Vega؛ زادهٔ ۸ ژوئن ۱۹۹۴) بازیکن فوتبال اهل اسپانیا است.